# Barkeria obovata
Barkeria obovata là một loài thực vật có hoa trong họ Lan. Loài này được (C.Presl) Christenson mô tả khoa học đầu tiên năm 1988.

## Hình ảnh

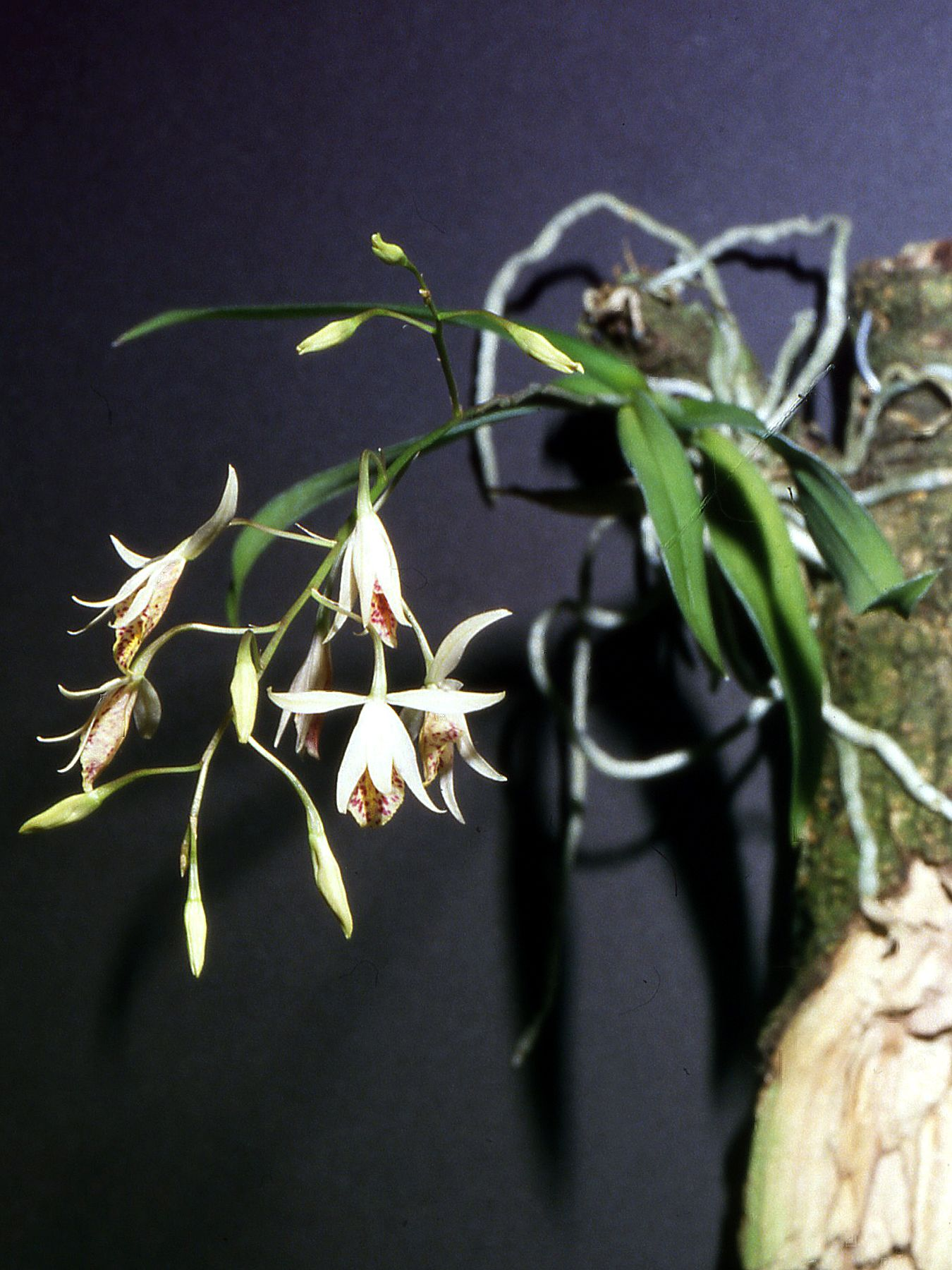
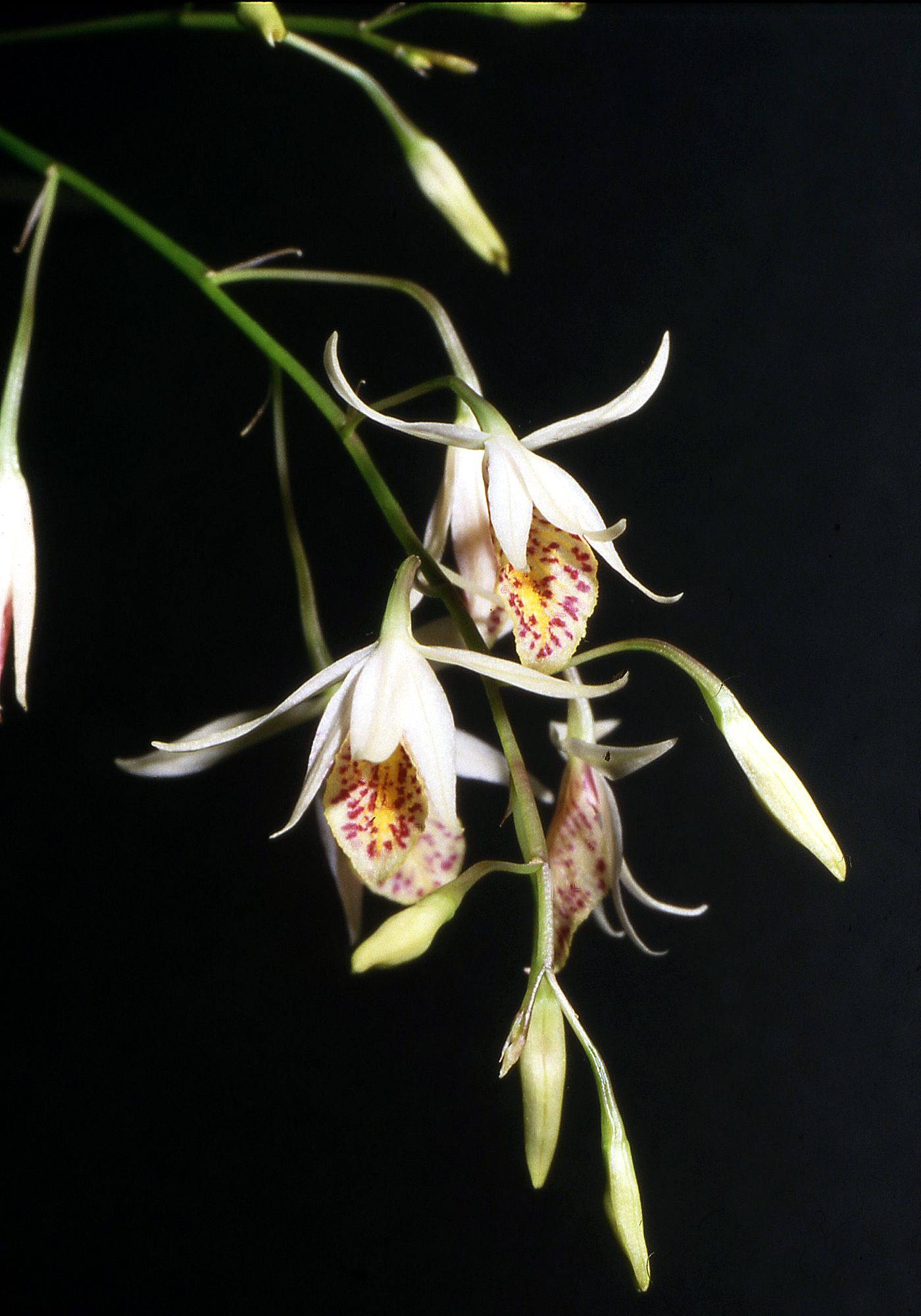
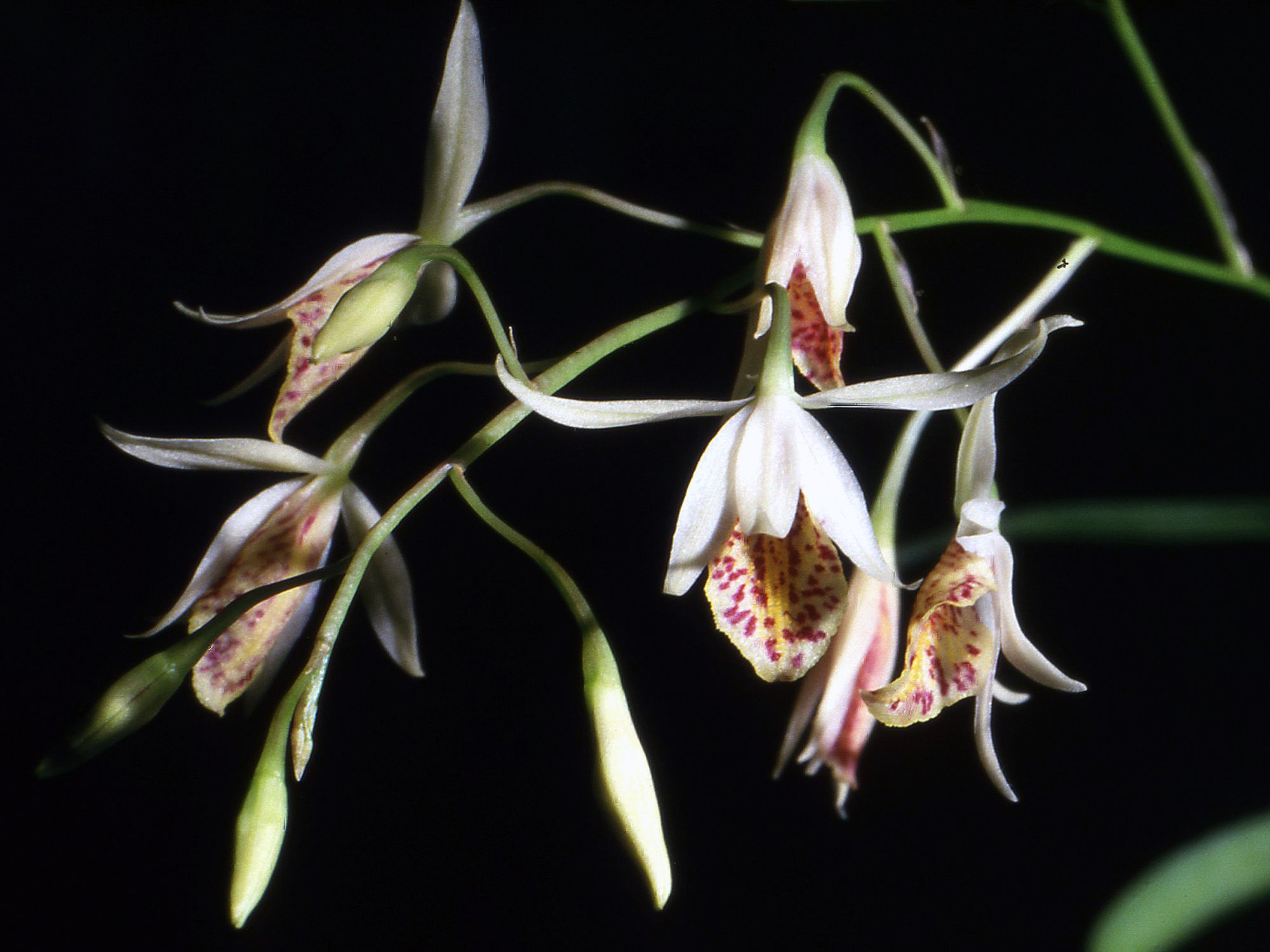